# Santuario Ōgon
Santuario Ōgon (黄金神社 Ōgon-jinja?), llamado el Templo Dorado y el Santuario de los Espíritus de la Montaña (山神社), es un santuario sintoísta situado a media ladera de una montaña denominada 四平街, en un área natural de Jinguashi, una localidad dependiente de Nueva Taipéi, en Taiwán.

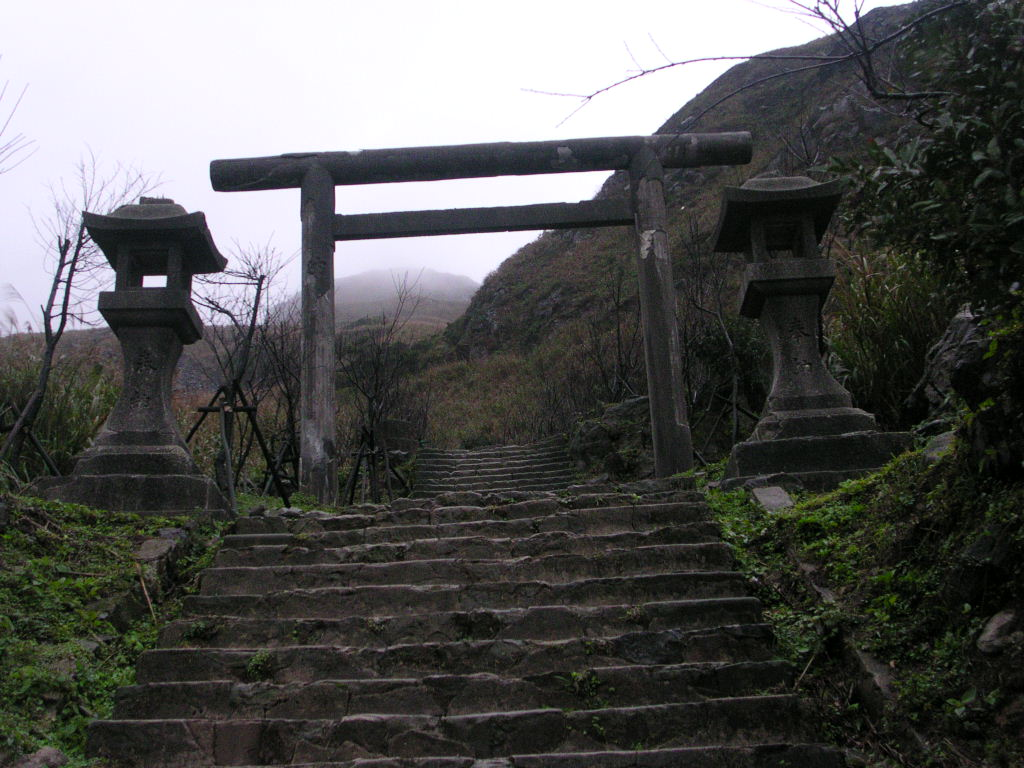

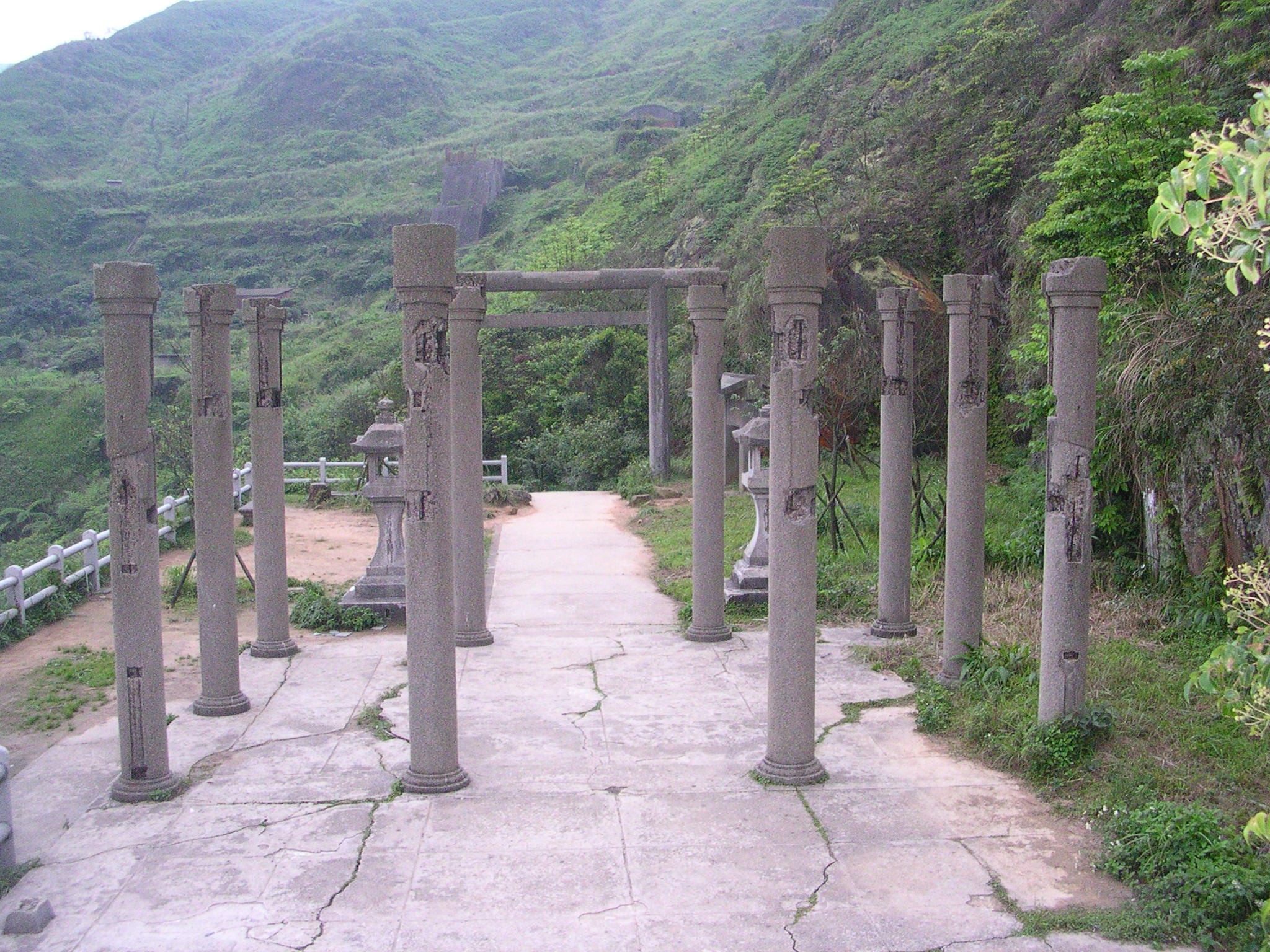

Jinguashi recibió durante la ocupación japonesa de Taiwán el nombre de Kinkaseki. Se especulaba que la región era rica en oro, por lo que se asentó una compañía minera, la 日本鉱業株式会社, que construyó el jinja, dedicado a tres espíritus kami de la minería, en 1933: Ōkuninushi, Kanayamahiko no Mikoto y Sarutahiko Okami. Cada año se congregaban los trabajadores de la mina y celebraban un festival japonés o matsuri.
Después de que durante la Segunda Guerra Mundial los japoneses se vieran obligados a abandonar Taiwán, el santuario fue destruido por vándalos.